# Monforte de Rio Livre
Monforte de Rio Livre era uma vila e sede de concelho de Portugal, localizada na actual freguesia de Águas Frias, no município de Chaves. Teve foral em 1273, vindo a ser suprimido em 1853. A importância da vila esteve ligada ao seu castelo, sendo por isso alvo de diversos cercos e lutas, em especial durante a guerra da Restauração entre 1640 e 1668. No início do século XIX a vila encontrava-se despovoada e a sede do município tinha sido transferida para a freguesia de Lebução.
O Castelo de Monforte de Rio Livre é o único vestígio da antiga vila.
O município era constituído pelas seguintes freguesias:
- Águas Frias[2]
- Aguieiras
- Alvarelhos
- Avelelas
- Barreiros
- Bobadela[3]
- Bouça do Nunes
- Bouçoães
- Casas de Monforte
- Cimo de Vila da Castanheira[4]
- Curral de Vacas
- Fiães
- Fornos do Pinhal
- Lama de Ouriço
- Lebução
- Mairos[5]
- Nozelos
- Oucidres[6]
- Paradela[7]
- Roriz[8]
- Sanfins[9]
- Santa Valha
- São Vicente[10]
- Sonim
- Tinhela
- Travancas[11]
- Tronco[12]
- Vilartão

Tinha, em 1801, 8 259 habitantes. Após as reformas administrativas do início do liberalismo, as freguesias de Aguieiras, Bouça do Nunes e Fornos do Pinhal foram desanexadas deste município. Tinha, em 1849, 8 465 habitantes.